# Emö Simonyi
Emö Simonyi (* 2. Juli 1943 in Budapest) ist eine Malerin ungarischer Herkunft.

## Leben
Von 1961 bis 1967 studierte Simonyi Malerei und Grafik an der Ungarischen Akademie der Bildenden Künste in Budapest. 1971 siedelte sie in die Bundesrepublik Deutschland über und arbeitete zunächst als Grafikerin. 1993 bekam sie einen Lehrauftrag an der Akademie der Bildenden Künste München. Im Jahr 1995 wurde sie Dozentin an der Marburger Sommerakademie, was sich bis in die Gegenwart (Stand 2019) fortsetzte. 1999 gründete Simonyi die Malakademie Sant’Anna in Camprena nahe Pienza in der Toskana. Hauptwohnort der Malerin ist seit vielen Jahren München.
Ihre künstlerischen Felder sind expressive, narrative, figurative Zeichnungen und Malerei. Seit 1998 kamen dazu auch dreidimensionale Objekte aus Karton.

## Ausstellungen
- 1979: Hong Kong Arts Centre
- 1992: Vasarely-Museum, Budapest
- 1996: Gruppenausstellung visions of a new morning im Hambacher Schloß
- 1999: Emö Simonyi - Papierskulpturen, Kunstverein Rosenheim - Kunstmühle

- 2012: Gruppenausstellung Bilderfinden im Marburger Kunstverein[1]
- 2019: Emö Simonyi - Zeitreise, galerie13, Freising

## Auszeichnungen
- 1968: 1. Preis „Best Design of the Year“ in London
- 1988: Förderpreis für Bildende Kunst der Landeshauptstadt München
- 1988: Premio Civitella ’88, Civitella d’Agliano, Italien
- 1991: Arbeitsstipendium in Italien